# فيراغيا

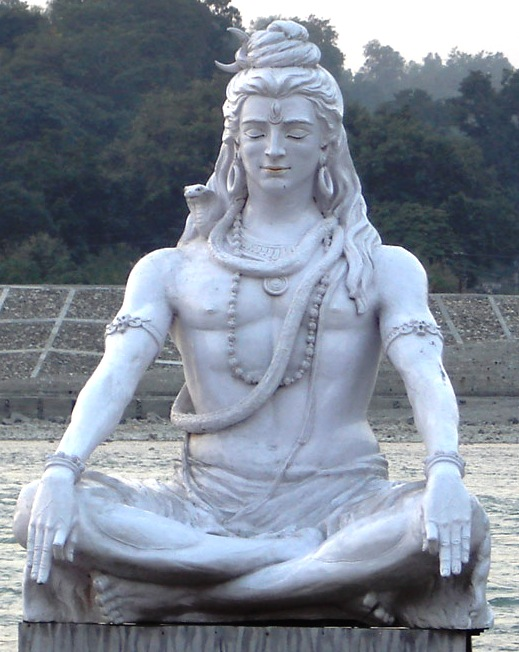
تمثال شيفا وهو في مظهر من مظاهر حالة فيراغيا

ڤيراگيا أو فيراغيا (بالسنسكريتية: वैराग्य)‏، (بالإنجليزية: Vairāgya)‏ هو مصطلح سنسكريتي يستخدم في الفلسفة الهندوسية والشرقية أيضًا، ويُترجم تقريبًا على أنه الخلو من العواطف والمشاعر "التنزه" أو تجرد وعدم تحيز "النكران" أو التخلِّي "الزهد"، ولا سيما التخلي عن الآلام والملذات في العالم المادي المؤقت. وقد أخبر الفلاسفة الهندوس الذين دافعوا عن الفيراغيا أتباعهم أنها وسيلة لتحقيق الموكشا.
الحالة الحقيقية لفَيرَاغيا ليست في كيفية عيشنا خارجيًا، بل هي حالة ذهنية داخلية يمكن تحقيقها بنفس القدر من النجاح سواء كنت تعيش حياة عائلية ومهنية أو كنت من الزاهدين بالدنيا. ولا تعني فَيرَاجيا قمع وكبت الرغبات أو النفور من الأشياء المادية. بل هي في التمييز الروحي (vivek) بين التجارب الحياتية حيث مع الوقت، يزداد الانجذاب نحو المصدر الروحي الداخلي للإشباع والسعادة، وتتحلل التعلقات الدنيوية بشكل طبيعي. التوازن المثالي بين الحالة الروحية الداخلية والحياة الخارجية يتحقق عندما نرى كل الكيانات المحدودة كتعابير عن الوعي الكوني أو بْراهْمَان.
لفهم معنى الفراغ الحقيقي (فيراغيا)، علينا أن نتجاوز فكرة الزهد الظاهري. إنه ليس باعتزال الدنيا أو التخلي عن المقتنيات المادية. بل جوهر الفراغ هو تحول داخلي ينشأ عن التمييز الروحي (viveka). وبالتأمل في تجارب الحياة، يكتشف الباحث الجوهر الحقيقي للرضا والسعادة، الذي يكمن في الينبوع الروحي الداخلي. ومع تنامي هذا الاكتشاف، تتلاشى التعلقات الخارجية بشكل طبيعي، دون الحاجة إلى قمع الرغبات أو النفور من الأشياء المادية. إن رؤية كل الموجودات على أنها تجليات للوعي الكوني الواحد (براهمان) يخلق توازنا بين الحياة الداخلية والظاهرية.

## مفهوم فيراغيا

### في الهندوسية
تعني فيراغيا في معجم الفيشنافية "التخلِّي والنبذ؛ الانفصال عن المادة وانخراط العقل في الروح". ويُشير إلى الانفصال عن هذا العالم والانضباط الروحي الذي يتضمن التقشف الطوعي لتحقيق الانفصال عن أشياء الحواس. ويشير أيضًا إلى الزهد والتخلي أو الانفصال أو اللامبالاة بهذا العالم. وهو صفة للعقل تمكن المرء من الانفصال عن الأشياء الزائفة والمؤلمة.
وذكر في قواميس كولونيا السنسكريتية الرقمية: مؤشر بورانا بأنَّ الزهد (Vairāgya) هو ثمرة نضج الروح، يقطف بعد تذوق ثمار الفضيلة والتمتع بها، ثم الإدراك بأنّ السعادة الحقيقية لا تنبع من مصادر خارجية. إنّ الزهد ليس هروبًا من الحياة، بل هو رحلة اكتشاف الذات، تبدأ بتجربة مباهج الدنيا وفهم حدودها، وتنتهي بالارتقاء إلى ينبوع السعادة الدائم في أعماق النفس. وهي حالة من عدم التعلق والتفاني في المعرفة (جنانا: "العرفان" أو "الإدراك الحقيقي"). تؤدي هذه الحالة إلى تنقية الجسد والعقل، والشخص الذي يصل إلى هذه الحالة يُسمى نيرماما (Nirmama) تعني حرفيًا "خالي من الأنا" أو "من لا يملك شيئًا"، يُطلق هذا المصطلح على الشخص الذي تحرر من التعلق بالأشياء المادية والممتلكات الشخصية. ويعني أيضًا، حالة من الزهد أو عدم الانفعال أو التحرر من الشهوات.
ويقدم نص فاراناسيماهاتميا (Vārāṇasīmāhātmya) تفسيرًا مختلفًا قليلاً لمعنى فيرياجيا، فوفقًا للبيت الأول وما بعده، فإن فيرياجيا تعني اللامبالاة التي تقضي على التعلق. ويسلط الضوء على فكرة أن التحرر من المعاناة (التي تسببها الكارما) يأتي من خلال التحرر من الرغبات والتعلق بالدنيا. حيث يخبرنا النص عن بِركة مُقدسة تسمى كالوداكا (Kālodaka) نشأت عندما كان كالارودرا (Kālarudra)، تجلى الإله شيفا، يعزفُ أو يلعب في محرقة الجثث، رمزًا للانفصال عن الماديات والتعلق بالحياة الدنيوية. يُعلّم كالارودرا طقسًا دينيًا فريدًا يُسمى kapālavrata (طقس الجمجمة)، يرتبط بالجمجمة رمزًا للموت والفناء، كوسيلة للوصول إلى التحرر الروحي. يسرد النص قصة رمزية يقطع فيها كالارودرا الرأس الخامس لبراهما، إله الخلق، كرمز للتغلب على الأنا والغرور، عوائق رئيسية على طريق التحرر. يُقدم كالارودرا فيراغيا كحل لتحقيق السعادة الحقيقية والتحرر من الكارما، دورة السبب والنتيجة التي تحدد مصيرنا.
العقل يميل بطبيعته إلى الأماكن التي اعتاد زيارتها في الماضي، ولكن التحرر من التعلق يمنحنا الحرية من عقل يتجول بلا هدف. يعني عدم التعلق التحرر من الشغف الدنيوي، حيث أن الهدف الأسمى للاستنارة يتطلب تضحية بالنفس، وهو تحدٍ صعب جدًا. تحقيق هذه الحالة الروحية النبيلة ليس بالأمر السهل، والموت يعتبر الاختبار النهائي لهذا المسعى، مما يشير إلى ضرورة التجرد. البوديساتفا هو الشخص الذي يضبط حواسه، متخليًا عن جميع الجاذبيات والنفورات، متجاهلًا الأصوات والمشاهد التي قد تسبب التعلق، ساعيًا نحو الاستنارة الحقيقية.
يخبر كريشنا أرجونا أن التصرف بانفصال يعني القيام بالشيء الصحيح من أجل ذاته، لأنه يجب القيام به، دون القلق بشأن النجاح أو الفشل. يقول كريشنا لأرجونا ألا يتخلى عن بذل قصارى جهده لأن هذا ما يطلبه منه القدر لأداء أفضل ما لديه في دوره، قدره هو استمرار أدائه الجيد لدوره، والانفصال هو عدم الانفعال بالمشاعر المرتبطة به. العيش مع الوعي المستمر بالنجاح والفشل لأن كلاهما لا علاقة لهما بالموضوع. التعامل على قدم المساواة مع السعادة والضيق والخسارة والمكسب والنصر والنجاح. قد يعني الانفصال التعامل مع هذه الثنائيات المهيجة أو المؤلمة أو المزعجة على قدم المساواة. يجب على أرجونا أن يقوم بواجبه دون خوف أو خسارة من خلال عدم التعلق بثمار أفعاله. يُقال لأرجونا أنه إذا حارب برباطة جأش، وتعامل مع تلك النتائج على أنها نفسها، فلن يراكم كارما سيئة. إذا ضحى المرء بدوافعه الأنانية وعمل فقط للوفاء بواجبه تجاه عمله الأسمى، وبالتالي تم تخفيفه من أي ردود فعل كارمية.